# الغواصة الألمانية يو-374
غواصة يو-374 غواصة يو بوت ألمانية من الفئة السابعة سي بنيت لسلاح بحرية ألمانيا النازية كريغسمارينه، في أحواض أتش دي دبليو خلال الحرب العالمية الثانية.